# Helochares obscurus
Helochares obscurus är en skalbaggsart som först beskrevs av Müller 1776.  Helochares obscurus ingår i släktet Helochares, och familjen palpbaggar. Arten är reproducerande i Sverige.